# Квартет Иоахима

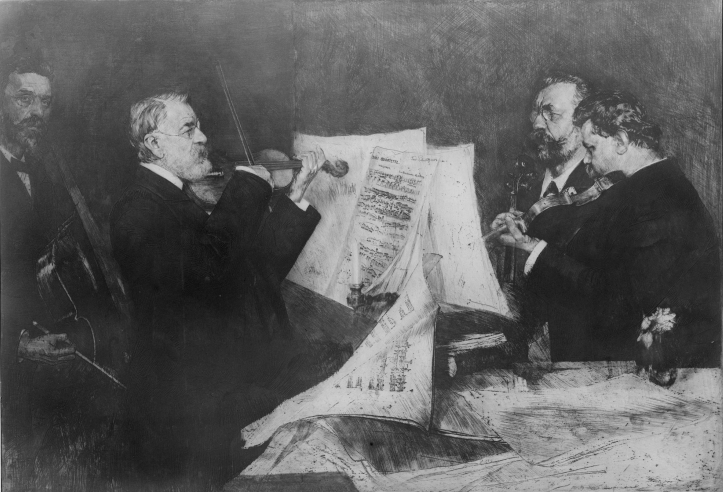
Квартет Иоахима на гравюре Фердинанда Шмутцера (1904): слева Иозеф Иоахим и на заднем плане Роберт Хаусман, справа Карл Халир и на заднем плане Эммануэль Вирт. Надпись на нотах: Л. ван Бетховен. Три квартета Op. 59, № 3

Квартет Иоахима (нем. Joachim-Quartett) — струнный квартет во главе с немецким скрипачом Йозефом Иоахимом. В наиболее устойчивом виде, хотя и с некоторыми изменениями в составе, существовал в Берлине с 1869 г. до смерти Иоахима в 1907 г. В разные годы своего существования квартет Иоахима неизменно практиковал циклы концертов с исполнением всех квартетов Людвига ван Бетховена. Среди данных коллективом премьер — второй и третий квартеты Иоганнеса Брамса, десятый квартет Антонина Дворжака и ряд других сочинений.

## Состав
Первая скрипка:
- Йозеф Иоахим

Вторая скрипка:
- Эрнст Шивер (1869—1870)
- Генрих де Ана (1871—1892)
- Иоганн Крузе (1892—1897)
- Карл Халир (1897—1907)

Альт:
- Генрих де Ана (1869—1870)
- Эдуард Раппольди (1871—1877)
- Эммануэль Вирт (1877—1906)
- Карл Клинглер (1906—1907)

Виолончель:
- Вильгельм Мюллер (1869—1879)
- Роберт Хаусман (1879—1907)